# Storia di Palermo islamica

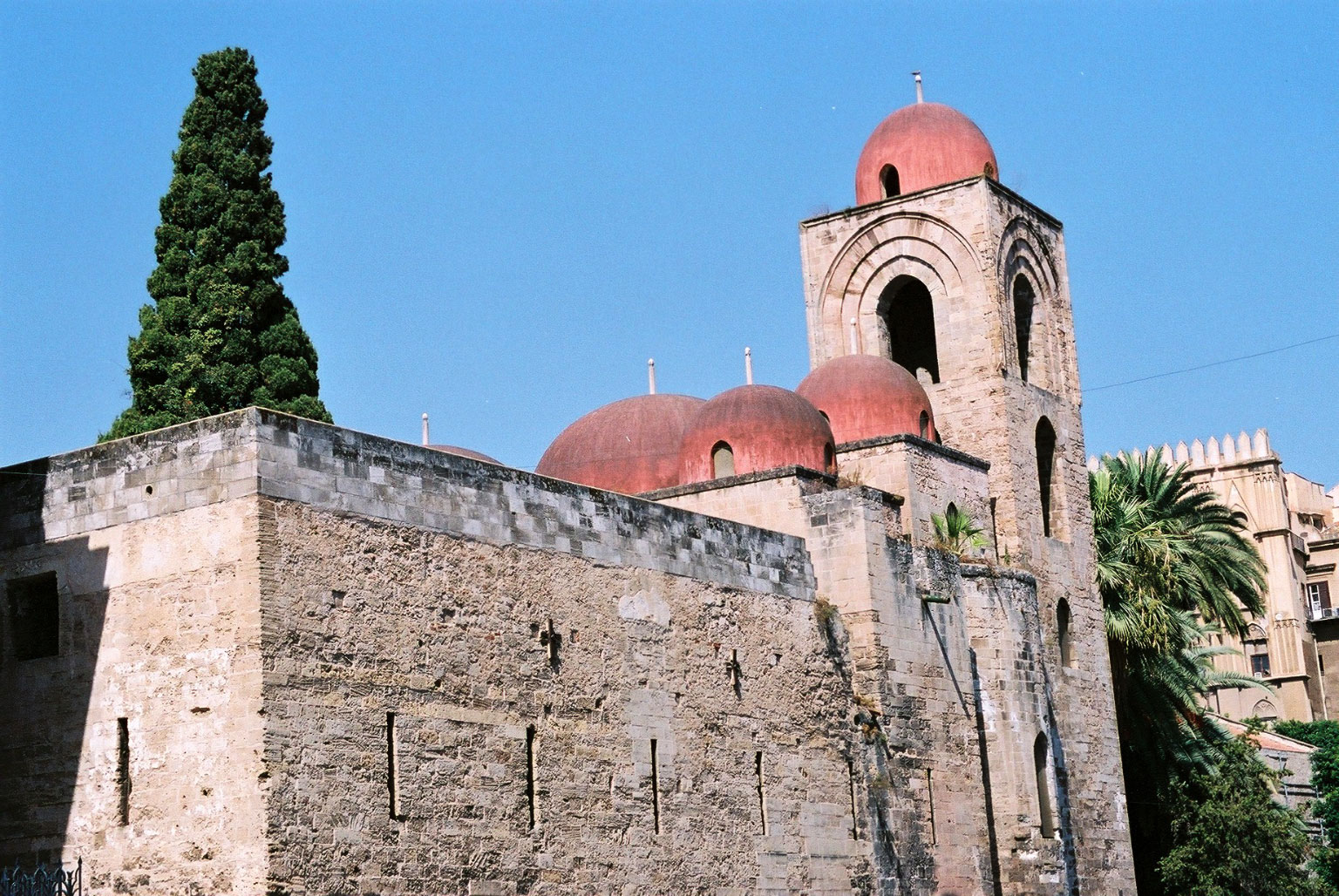
San Giovanni degli Eremiti

Nel IX secolo i musulmani dal Nordafrica invasero la Sicilia, iniziarono la conquista dell'isola nell'827, conquistarono Palermo nell'831 e l'intera isola nel 965. E furono proprio i governatori musulmani a spostare la capitale della Sicilia a Palermo, città nella quale è rimasta da allora. La città a quel punto dovette essere dotata di tutte le strutture burocratiche e quelle destinate ai servizi che spettavano ad una capitale. Nel periodo musulmano Palermo divenne una città importante nei commerci e nella cultura, secondo il geografo e viaggiatore Ibn Hawqal la città era famosa perché al suo interno erano presenti più di 300 moschee; era conosciuta in tutto il mondo arabo. Fu un periodo di prosperità e tolleranza: i cristiani e gli ebrei vivevano in armonia con i musulmani.

## Politica
(Ibn Hawqal, X sec.)

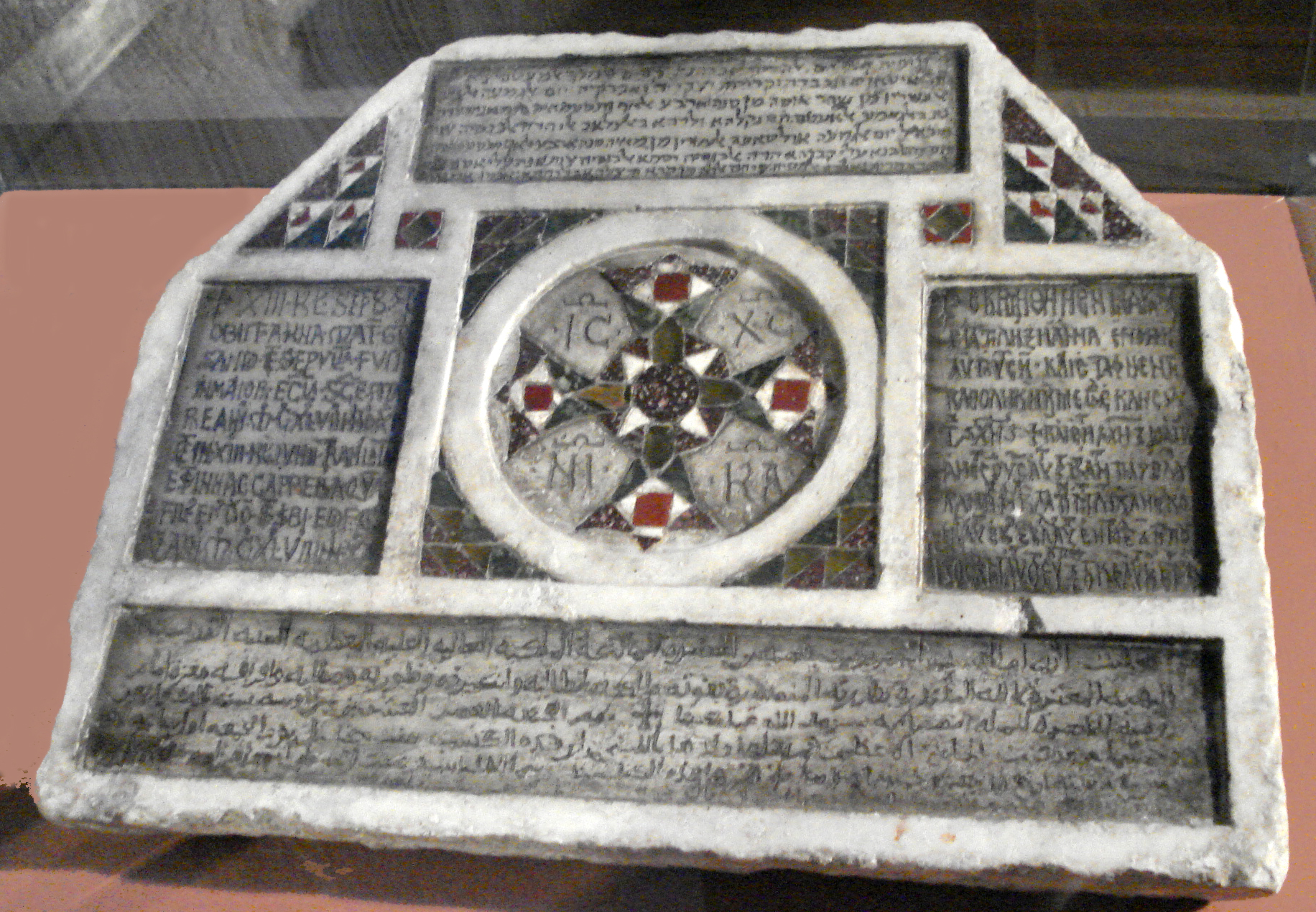
Iscrizione funebre cristiana, datata 1149, in ben quattro lingue (latino, greco bizantino, arabo ed ebraico) a testimonianza della multietnicità della Palermo medievale (Museo d'arte islamica).

Gli anni della dominazione araba sancirono la definitiva ascesa della città e la sua superiorità sugli altri centri della Sicilia. Sede di un potente emirato che, grazie alla capacità amministrativa dei Kaglebiti divenne una terra ricca e florida dai costumi tipicamente musulmani con influenze nella lingua e nella toponomastica, nelle culture e nelle costruzioni architettoniche. Le tracce di essa sopravvivono anche nei monumenti che costituiscono il centro della città antica.
Il monaco Teodosio che ci ha fornito queste notizie sosteneva anche che circa trecento moschee si ergevano nel territorio palermitano e l'istruzione era affidata a trecento maestri per una popolazione di oltre duecentomila persone.
Divisa la Sicilia in tre valli (Val di Mazara, Val Demone, e Val di Noto), il territorio veniva controllato con una specie di signorie affidate ai “Kaid”. Gli Arabi dapprima perseguitarono i Cristiani, ma poi lasciarono libertà di culto facendo loro pagare la "gìzia”, un tributo annuo per mantenere fiorenti i commerci grazie alla pacificazione.
La potenza musulmana fu però corrosa dalle lotte intestine all'emirato che aprirono la via della Sicilia allo straniero finché nel 1072, dopo quattro anni d'assedio, il conte Roberto il Guiscardo ed il conte Ruggero I d'Altavilla, entrambi normanni, espugnavano la città di Palermo.

## Lavori pubblici
Di rilievo i lavori per migliorare la rete idrica cittadina, con la creazione di svariati Qanat, canali sotterranei che attraversavano tutta la città ma che sono stati ritrovati anche nella Conca d'Oro e nella zona di Partanna Mondello, molto distante rispetto al centro abitato arabo.

## Economia
Gli arabi iniziarono anche un'imponente opera di sfruttamento agricolo del territorio palermitano, attraverso la costruzione di opere architettoniche migliorarono e riqualificarono ampi terreni rendendoli coltivabili, in particolare si occuparono della coltura di agrumi, del papiro, e del cotone.
Forte sviluppo acquisterà la città anche dal punto di vista commerciale, divenendo meta fissa dei principali traffici merci del mediterraneo, per questo motivo verrà anche potenziato il porto cittadino.

## Urbanistica nel periodo musulmano
(Ibn Hawqal, X sec.)
Sebbene, per ragioni tuttora indagate, non sia sopravvissuta alcuna opera architettonica di matrice araba, sono invece numerose le trasformazioni urbanistiche riconoscibili. I conquistatori musulmani resero Palermo sede di un emirato e intervennero potenziando sia il sistema idrico che le risorse agricole delle fiorenti campagne circostanti dando notevole impulso al commercio, il quale incoraggiò una forte immigrazione dal resto dell'isola e da tutto il Mediterraneo. Si rese così necessario lo sviluppo di nuovi insediamenti che crebbero al di fuori dell'originario impianto cittadino compreso tra le mura e i fiumi Papireto e Kemonia. Inoltre, la città venne dotata di molti nuovi edifici pubblici e difensivi, arricchendosi di rigogliosi giardini come quelli del Parco della Favara citato da Ibn Jubayr. Al-Idrisi racconta di cinque quartieri: la Halqah ovvero la Galka, cioè l'antica paleapoli e l'antica cinta muraria ove si trovavano gli edifici amministrativi e in cui eressero la Ğāmi, un'enorme moschea che poteva ospitare fino a 7.000 persone, sita nel luogo dell'attuale cattedrale; poi il quartiere del Kasr, lungo la neapoli; quello dell'Albergheria, ove sorse un nuovo e grandioso castello sul sito di Palazzo dei Normanni; a nord il quartiere degli Schiavoni, corrispondente al Seralcadio; e quello di al-Halisah, la Kalsa, vicino al mare, considerato medina "eletta" ed opposta alla Galka, nonché cittadella dell'emiro e dei soldati. Successivamente, il porto venne ingrandito ed ammodernato con la costruzione di nuovi magazzini e di un arsenale e vennero costruite anche nuove fortificazioni per abbracciare anche i Rabat, i borghi periferici fuori le mura come ad esempio quello dell'odierno vicolo Meschita, abitato dagli ebrei, o quello dei Lattarini, e di cui il più rilevante esempio è il Castello a Mare, eretto nell'omonima zona. Nel X secolo, Ibn Hawqal descriverà la città come: "...Più grande di Al-Fustat, ma è ripartita in diversi settori; i fabbricati della città sono di pietra e calce ed essa appare rossa e bianca. La circondano sorgenti e canneti, le fornisce acqua un fiume chiamato Wadi Abbas. I mulini sono numerosi nel suo mezzo ed essa abbonda di frutta e di produzioni del suolo e d’uva. L’acqua batte le sue mura. Possiede una città interna, nella quale si trova la moschea gāmi; i mercati sono nel sobborgo. Ha inoltre una città esterna dotata di mura e chiamata al-Halisah, in cui si aprono quattro porte".